# Castoro Sei
El Castoro Sei es una grúa marina semisumergible estabilizada por columnas. Tiene una eslora total de 152 metros, una manga de 70,5 metros y un calado de funcionamiento que oscila entre los 7,8 y los 15,5 metros. El Castoro Sei está equipado con dos grúas rotativas con una capacidad de levantamiento de 134 toneladas y tres tensores de tuberías de 110 toneladas para colocar conductos. Puede ofrecer alojamiento para un total de 330 personas en su interior.
Fue construida hacia 1978 por Fincantieri, y es poseído y operado por Saipem. Su puerto de registro es el de Nassau, en las Bahamas.
El Castoro Sei ha sido usado para colocar un número de conductos en el Mar del Norte y en el Mar Mediterráneo, incluyendo los Greenstream, Medgaz, Trans-Mediterranean, y el Europipe II.  The vessel is also deployed for laying the Nord Stream pipeline in the Baltic Sea.